# Бранко Пантелић
Бранко Пантелић Пантер (Стублине, 6. септембар 1957 — Растошница, 4. септембар 1992) био је потпуковник Војске Републике Српске.

## Биографија
Бранко Пантелић звани Пантер рођен је у Стублинама код Обреновца 6. септембра 1957. од оца Љубисава и мајке Марије. Основну школу завршио је у Стублинама, а потом је у Београду уписао Вишу гимназију коју је завршио 1977. године.
Школовање је наставио у Београду где је уписао Војну академију (смер артиљерија) на којој се од почетка издвојио као одличан студент и спортиста. За време школовања учествовао је на многим спортским манифестацијама где је неретко добијао медаље и похвале. Такмичио се у кошарци, одбојци, вишебоју и другим дисциплинама. Војну академију завршио је 1981. године. Прво радно место добио је у Нишу где је радио шест месеци а потом је прекомандован у Књажевац где је остао четири године и где се истицао одличним оценама и превремено је унапређиван због постигнутих успеха. Због својих квалитета био је омиљен и међу војницима. У Књажевцу је играо кошарку за КК Леда.
У Књажевцу је упознао своју супругу Валентину 1986. године када је добио прекоманду у Зајечар. С њом се венчао 1988. и добио ћерку Кристину. Исте године прекомандован је у Приштину где је радио у касарни „Маршал Тито” и тада је постао мајор. Друга ћерка Марија родила се 1989. године. Годину дана после тога је прекомандован у Призрен где је радио до 1991. године. Исте године, пред сам почетак рата у Босни и Херцеговини, похађао је Командно-штабну академију коју није успео да заврши јер је отишао у источну Славонију у село Негославци које је било једно од највећих тадашњих жаришта ратних сукоба у Хрватској. Након тога, отишао је за Вуковар где је био командант територијалне одбране.
У Вуковару остаје све до почетка рата у Босни. Прво је отишао за Угљевик, а потом у Бијељину са задатком да изврши формацијску реорганизацију тадашње војне јединице „Српска национална гарда САО Семберије и Мајевице” у сарадњи са командом тадашње јединице. Својим образовањем, умећем и способностима, јединица је за кратко време постигла велике резултате у борбама и спасила велики број људи чији су животи били угрожени ратним дејствима. Као једна од најуспешнијих акција издваја се операција Смолућа где је неколико хиљада људи спасено из непријатељског окружења. За врло кратко време постао је поштован и омиљен као вођа и човек међу људима и колегама због своје храбрости и одлучности.
Убрзо након Смолуће, Бранко гине у заседи на планини Мајевици у месту Растошница 4. септембра 1992. године. Његови борци борили су се за његово тело два дана после погибије. Истог дана унапређен је у чин потпуковника што није ни сазнао. Након Бранкове погибије, јединица у знак сећања и поштовања према погинулом команданту узима име „Гарда Пантери” и израђује се стилизовани амблем са сликом пантера у скоку. Посмртно је одликован и Карађорђевом звијездом са сребрним мачем за војне заслуге, 1994. године.
Сахрањен је 9. септембра у родним Стублинама где га је испратила породица и више хиљада колега, гардиста и пријатеља. Његов саборац Родољуб Роки Вуловић га је опевао у песми „Пантеру за сјећање”.